# Phacelurus latifolius
Phacelurus latifolius là một loài thực vật có hoa trong họ Hòa thảo. Loài này được (Steud.) Ohwi miêu tả khoa học đầu tiên năm 1935.

## Hình ảnh

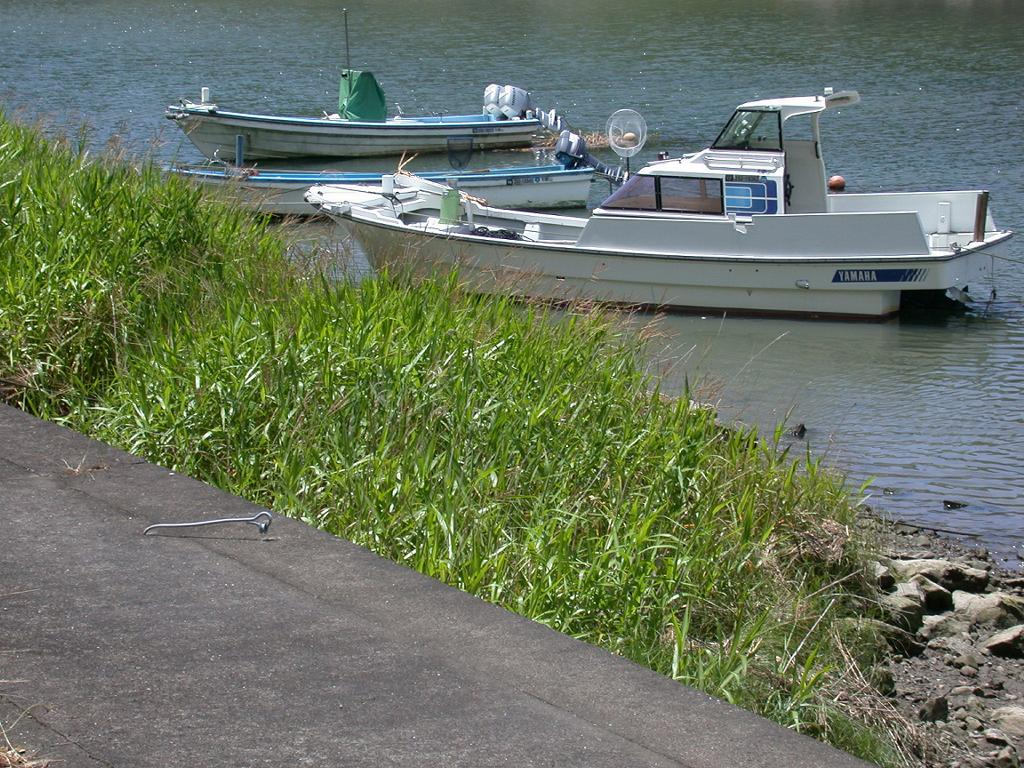